# Esportiva 3B
Die Associação Esportiva 3B da Amazônia, kurz zumeist 3B oder Esportiva 3B genannt, ist ein brasilianischer Sportverein aus Manaus im Bundesstaat Amazônas, dessen Aktivitäten sich seit seiner Gründung auf die Förderung des Fußballs für Frauen konzentrieren. Spitzname des Clubs ist „Onça da Amazônia“ (Jaguar des Amazonas), oder auch „A Fera“ (Die Bestie).

## Geschichte
Gegründet wurde der Club am 1. August 2017 von seinem ersten Präsidenten João Bosco Brasil Bindá mit der Absicht eine Konkurrenz zum EC Iranduba zu etablieren, der bis dahin die Hegemonie im Amazonas-Frauenfußball innehielt. Der Vereinsname spielt auf die drei Initialen seiner Nachnamen an. Als Heimspielstätte dient das vereinseigene Trainingszentrum im Stadtteil Nossa Senhora Aparecida unmittelbar am Ufer des Rio Negro. Das erste Spiel der Vereinsgeschichte fand am 23. September 2017 in der Arena da Amazônia anlässlich der Staatsmeisterschaft eben gegen Iranduba statt, das 3B mit 1:0 für sich entscheiden konnte. Im Meisterschaftsfinale am 11. November 2017 war man dem Rivalen allerdings aufgrund der Auswärtstorregelung unterlegen. 2017 verpasste der Club nur knapp den Aufstieg in das Oberhaus des brasilianischen Frauenfußballs und auch im Finale um die Staatsmeisterschaft 2018 musste sich der Club erneut dem Erzrivalen geschlagen geben. Das dritte Aufeinandertreffen im Amazonas-Finale in der Saison 2019 im Estádio Ismael Benigno konnte 3B nach einem 3:1-Sieg für sich entscheiden und so den ersten Meistertitel feiern.
In der Série A2 2024 erreichte 3B den Einzug in die Finalspiele, in denen sich der Club dem EC Bahia geschlagen geben musste. Aber schon durch den Halbfinaleinzug hatte er erstmals den Aufstieg in die höchste Spielklasse Brasiliens vollendet.

## Erfolge
| Staatsmeisterschaft von Amazonas | (4×): | 2019, 2021, 2023, 2024 |